# Mars Rafikow
Mars Zakirowicz Rafikow, ros. Марс Закирович Рафиков (ur. 30 września 1933 w Dżalalabad w Kirgistanie, zm. 23 lipca 2000 w Ałmaty, w Kazachstanie) – radziecki pilot wojskowy, członek pierwszego oddziału kosmonautów ZSRR (WWS 1).
Ukończył wojskową szkołę lotniczą, a później służył w lotnictwie wojsk obrony przeciwrakietowej.
W 1960 roku wybrany został do przygotowań do lotu kosmicznego. 28 kwietnia 1960 roku został jednym z 20 pilotów, którzy dostali się do pierwszego oddziału radzieckich kosmonautów. Przygotowywał się do lotu na statku kosmicznym Wostok. 
Po zakończeniu kursu 3 kwietnia 1961 r. pomyślnie zdał egzamin. 16 grudnia 1961 został mianowany kosmonautą. Jednakże 24 marca 1962 roku wykluczono go z oddziału kosmonautów za naruszenie dyscypliny (samowolne oddalenie).
Po opuszczeniu oddziału kosmonautów kontynuował służbę w siłach powietrznych na Przykarpaciu i Zakaukaziu. Służył w lotnictwie myśliwskim, raz katapultował się z samolotu.
Po przejściu do rezerwy wraz z rodziną zamieszkał w Ałmaty, gdzie pracował w kombinacie budownictwa mieszkaniowego.